# Survivor Series (1998)
Survivor Series 1998 est le douzième Survivor Series, pay-per-view annuel de catch produit par la World Wrestling Entertainment. Il s'est déroulé le 15 novembre 1998 au Kiel Center de St. Louis, Missouri.
A l'affiche il y avait un tournoi pour le WWF Championship appelé Deadly Game. C'était le premier tournoi tenu avec le WWF Championship en jeu depuis dix ans, le dernier étant à WrestleMania IV. Par coïncidence, les deux tournois comprenaient 14 hommes à la place de tournois habituels à 8 ou 16 hommes.
C'était aussi le tout premier Survivor Series qui ne comprenait pas un seul type de match classique Survivor Series à élimination.

## Résultats
| #                                                          | Résultats | Stipulations                                                   | Commentaires                                                   | Durée |
| ---------------------------------------------------------- | --- | -------------------------------------------------------------- | -------------------------------------------------------------- | ----- |
| Sunday Night Heat match                                    | Too Much (Brian Christopher et Scott Taylor) battent The Hardy Boyz (Matt et Jeff)                                       | Tag team match                                                 |                                                                | N/A   |
| Sunday Night Heat match                                    | Bob Holly et Scorpio battent The Legion of Doom (Animal et Droz)                                                         | Tag team match                                                 | - Scorpio a effectué le tombé sur Droz.                        | 02:17 |
| Sunday Night Heat match                                    | Val Venis bat Tiger Ali Singh                                                                                            | Match simple                                                   | - Venis a effectué le tombé sur Singh.                         | 02:36 |
| Sunday Night Heat match                                    | Gangrel bat Steve Blackman                                                                                               | Match simple                                                   | - Gangrel a effectué le tombé sur Blackman.                    | 03:21 |
| 1                                                          | Sable bat Jacqueline (c) (avec Marc Mero)                                                                                | Match simple pour le WWF Women's Championship                  | - Sable a effectué le tombé sur Jacqueline après un Sablebomb. | 03:14 |
| 2                                                          | The New Age Outlaws (c) (Billy Gunn et Road Dogg) battent D'Lo Brown et Mark Henry et The Headbangers (Mosh et Thrasher) | Triple Threat Tag team match pour le WWF Tag Team Championship | - Gunn a effectué le tombé sur Mosh.                           | 10:10 |
| (c) désigne le champion défendant son titre dans le match. | |                                                                |                                                                |       |

| Huitième de finale du tournoi | Huitième de finale du tournoi                                  | Huitième de finale du tournoi                          | Huitième de finale du tournoi | Huitième de finale du tournoi |
| #                             | Résultats                                                      | Stipulations                                           | Commentaires | Durée                         |
| ----------------------------- | -------------------------------------------------------------- | ------------------------------------------------------ | --- | ----------------------------- |
| 1                             | PAS DE PREMIER MATCH                                           | PAS DE PREMIER MATCH                                   | PAS DE PREMIER MATCH | N/A                           |
| 2                             | PAS DE SECOND MATCH                                            | PAS DE SECOND MATCH                                    | PAS DE SECOND MATCH | N/A                           |
| 3                             | Ken Shamrock def. Goldust                                      | Match simple                                           | - Shamrock a fait abandonner Goldust sur le Ankle Lock. | 05:56                         |
| 4                             | The Rock def. The Big Boss Man                                 | Match simple                                           | - Rock a effectué le tombé sur Boss Man avec un petit paquet. - Boss Man était le remplaçant de Triple H alors blessé à un genou. - C'était le match le plus court de l'histoire de la WWF/E, battant le précédent record de 6 secondes(Diesel vs. Bob Backlund en novembre 1994). | 00:03                         |
| 5                             | Steve Austin bat The Big Boss Man                              | Match simple                                           | - Boss Man était disqualifié après avoir frappé Austin avec un bâton. | 03:20                         |
| 6                             | X-Pac a combattu Steven Regal pour un match nul                | Match simple                                           | - Les deux hommes étaient comptés à l'extérieur, ce qui les éliminait tous les deux du tournoi. | 08:10                         |
| 7                             | Al Snow (avec Head) bat Jeff Jarrett (avec Debra)              | Match simple                                           | - Snow a effectué le tombé sur Jarrett après l'avoir frappé avec "Head". | 03:31                         |
| 8                             | Mankind bat Duane Gill                                         | Match simple                                           | - Mankind a effectué le tombé sur Gill. | 00:30                         |
| Quart de finale du tournoi    |                                                                |                                                        | |                               |
| 1                             | The Undertaker (avec Paul Bearer) bat Kane                     | Match simple                                           | - Undertaker a effectué le tombé sur Kane après un Tombstone Piledriver. | 07:16                         |
| 2                             | The Rock bat Ken Shamrock                                      | Match simple                                           | - Rock a effectué le tombé sur Shamrock après l'avoir frappé avec le bâton du Big Boss Man. | 08:20                         |
| 3                             | Steve Austin était exempté de match en quart de finale         | Steve Austin était exempté de match en quart de finale | Steve Austin était exempté de match en quart de finale | N/A                           |
| 4                             | Mankind bat Al Snow (avec Head)                                | Match simple                                           | - Mankind a effectué le tombé sur Snow. | 03:55                         |
| Demi-Finale du tournoi        |                                                                |                                                        | |                               |
| 1                             | The Rock bat The Undertaker (avec Paul Bearer)                 | Match simple                                           | - Undertaker était disqualifié après que Kane fut intervenu et eut attaqué The Rock avec un Chokeslam. | 08:23                         |
| 2                             | Mankind bat Steve Austin                                       | Match simple                                           | - Mankind a effectué le tombé avec un roll-up alors que l'arbitre remplaçant Shane McMahon faisait un décompte rapide. | 10:27                         |
| Finale du tournoi             |                                                                |                                                        | |                               |
| 1                             | The Rock bat Mankind pour remporter le vacant WWF Championship | Match simple                                           | - Rock a fait abandonner Mankind sur le Sharpshooter. - La fin de ce match faisait référence aux Survivor Series 1997 avec Vince McMahon ordonnant de sonner la cloche, malgré le fait que Mankind n'ait pas abandonné.                                                            | 17:10                         |

## Tableau du tournoi
Sou=Soumission; DDE=Double décompte à l'extérieur; DQ=Disqualification
|  | Huitièmes de finale | Huitièmes de finale |              |       | Quarts de finale | Quarts de finale |  |  | Demi-finales | Demi-finales |  |  | Finale | Finale |
|  | Huitièmes de finale | Huitièmes de finale |              |       | Quarts de finale | Quarts de finale |  |  | Demi-finales | Demi-finales |  |  | Finale | Finale |
|  |                     |                     |              |       |                  |                  |  |  |              |              |  |  |        |        |
|  |                     |                     |              |       |                  |                  |  |  |              |              |  |  |        |        |
|  |                     |                     |              |       |                  |                  |  |  |              |              |  |  |        |        |
|  |                     |                     |              |       |                  |                  |  |  |              |              |  |  |        |        |
|  |                     |                     |              |       |                  |                  |  |  |              |              |  |  |        |        |
|  |                     |                     |              |       |                  |                  |  |  |              |              |  |  |        |        |
|  | Kane                | Tombé               |              |       |                  |                  |  |  |              |              |  |  |        |        |
|  | Kane                | Tombé               |              |       |                  |                  |  |  |              |              |  |  |        |        |
|  |                     | The Undertaker      | 7:16         |       |                  |                  |  |  |              |              |  |  |        |        |
|  |                     | The Undertaker      | 7:16         |       |                  |                  |  |  |              |              |  |  |        |        |
|  |                     |                     |              |       |                  |                  |  |  |              |              |  |  |        |        |
|  |                     |                     |              |       |                  |                  |  |  |              |              |  |  |        |        |
|  | The Undertaker      | DQ                  |              |       |                  |                  |  |  |              |              |  |  |        |        |
|  | The Undertaker      | DQ                  |              |       |                  |                  |  |  |              |              |  |  |        |        |
|  |                     | The Rock            | 8:20         |       |                  |                  |  |  |              |              |  |  |        |        |
|  | Goldust             | The Rock            | 8:20         | Sou   |                  |                  |  |  |              |              |  |  |        |        |
|  | Goldust             |                     |              | Sou   |                  |                  |  |  |              |              |  |  |        |        |
|  | Ken Shamrock        | 5:56                |              |       |                  |                  |  |  |              |              |  |  |        |        |
|  | Ken Shamrock        | 5:56                | Ken Shamrock | Tombé |                  |                  |  |  |              |              |  |  |        |        |
|  |                     |                     | Ken Shamrock | Tombé |                  |                  |  |  |              |              |  |  |        |        |
|  |                     | The Rock            | 8:20         |       |                  |                  |  |  |              |              |  |  |        |        |
|  | Big Boss Man        | The Rock            | 8:20         | Tombé |                  |                  |  |  |              |              |  |  |        |        |
|  | Big Boss Man        |                     |              | Tombé |                  |                  |  |  |              |              |  |  |        |        |
|  | The Rock            | 0:04                |              |       |                  |                  |  |  |              |              |  |  |        |        |
|  | The Rock            | 0:04                | The Rock     | Sou   |                  |                  |  |  |              |              |  |  |        |        |
|  |                     |                     | The Rock     | Sou   |                  |                  |  |  |              |              |  |  |        |        |
|  |                     | Mankind             | 17:10        |       |                  |                  |  |  |              |              |  |  |        |        |
|  | Steve Austin        | Mankind             | 17:10        | DQ    |                  |                  |  |  |              |              |  |  |        |        |
|  | Steve Austin        |                     |              | DQ    |                  |                  |  |  |              |              |  |  |        |        |
|  | Big Boss Man        | 3:20                |              |       |                  |                  |  |  |              |              |  |  |        |        |
|  | Big Boss Man        | 3:20                | Steve Austin |       |                  |                  |  |  |              |              |  |  |        |        |
|  |                     |                     |              |       |                  |                  |  |  |              |              |  |  |        |        |
|  |                     | EXEMPT              |              |       |                  |                  |  |  |              |              |  |  |        |        |
|  | Steven Regal        | DDE                 |              |       |                  |                  |  |  |              |              |  |  |        |        |
|  | Steven Regal        | DDE                 |              |       |                  |                  |  |  |              |              |  |  |        |        |
|  | X-Pac               | 8:10                |              |       |                  |                  |  |  |              |              |  |  |        |        |
|  | X-Pac               | 8:10                | Steve Austin | Tombé |                  |                  |  |  |              |              |  |  |        |        |
|  |                     |                     | Steve Austin | Tombé |                  |                  |  |  |              |              |  |  |        |        |
|  |                     | Mankind             | 10:27        |       |                  |                  |  |  |              |              |  |  |        |        |
|  | Jeff Jarrett        | Mankind             | 10:27        | Tombé |                  |                  |  |  |              |              |  |  |        |        |
|  | Jeff Jarrett        |                     |              | Tombé |                  |                  |  |  |              |              |  |  |        |        |
|  | Al Snow             | 3:31                |              |       |                  |                  |  |  |              |              |  |  |        |        |
|  | Al Snow             | 3:31                | Al Snow      | Tombé |                  |                  |  |  |              |              |  |  |        |        |
|  |                     |                     | Al Snow      | Tombé |                  |                  |  |  |              |              |  |  |        |        |
|  |                     | Mankind             | 3:55         |       |                  |                  |  |  |              |              |  |  |        |        |
|  | Duane Gill          | Mankind             | 3:55         | Tombé |                  |                  |  |  |              |              |  |  |        |        |
|  | Duane Gill          |                     |              | Tombé |                  |                  |  |  |              |              |  |  |        |        |
|  | Mankind             | 0:30                |              |       |                  |                  |  |  |              |              |  |  |        |        |
|  | Mankind             | 0:30                |              |       |                  |                  |  |  |              |              |  |  |        |        |